# Trichaea pilicornis
Trichaea pilicornis is een vlinder uit de familie van de grasmotten (Crambidae), uit de onderfamilie van de Spilomelinae. De wetenschappelijke naam van deze soort is voor het eerst voorgesteld door Herrich-Schäffer in een publicatie uit 1866.
De soort komt voor in Cuba, Mexico, Honduras, Nicaragua, Costa Rica, Panama, Frans-Guyana, Brazilië, Peru en Argentinië.